# Julien Ursin Niemcewicz
Julian Ursyn Niemcewicz, né le 16 février 1757 ou 1758 à Skoki (pl),, (actuelle Biélorussie) et mort le 21 mai 1841 à Paris est un dramaturge, romancier, poète, mémorialiste et homme politique polonais.

## Biographie
Issu d'une famille de la moyenne noblesse polonaise du grand-duché de Lituanie (partie orientale de la république des Deux nations), Julian-Ursyn Niemcewicz est formé à l'Académie du corps des cadets de la noblesse.
Il devient ensuite l'assistant d'Adam Kazimierz Czartoryski, un des principaux hommes politiques polonais de cette époque ; Niemcewicz travaille notamment au sein de la Commission de l'éducation nationale, instance chargée de l'instruction publique dans l'esprit des Lumières, créée en 1774. Cela l'amène à voyager en Angleterre, en France et en Italie.
Député à la Grande Diète (ou Diète de quatre ans) de 1788 à 1792, Niemcewicz est un membre actif du Parti patriotique qui pousse à l'établissement de la constitution polonaise du 3 mai 1791. Il fonde et dirige l'Assemblée des Amis de la Constitution de gouvernement (Zgromadzenie Przyjaciół Konstytucji Rządowej). Mais la victoire en 1792 des opposants à la constitution (confédération de Targowica), soutenus par la Russie, et le retour à la situation antérieure l'amène à émigrer en Allemagne avec d'autres membres du parti patriotique polonais.
Pendant l'insurrection de 1794, il sert comme aide de camp du général Tadeusz Kościuszko. Tous deux sont faits prisonniers par les Russes lors de la bataille de Maciejowice et emprisonnés à la forteresse Pierre-et-Paul à Saint-Pétersbourg. En 1795, ils sont libérés par le tsar Paul Ier et partent pour les États-Unis où Niemcewicz se marie. À ce moment, la Pologne a cessé d'exister en tant qu'Etat, victime des trois partages de 1772, 1793 et 1795.
Après la création par Napoléon du duché de Varsovie en 1807, il devient secrétaire du Sénat.
À la suite du congrès de Vienne (1815) et à la transformation du duché de Varsovie en royaume de Pologne (dont le roi est le tsar Alexandre Ier), il est nommé secrétaire d'État et président du comité constitutionnel. De 1816 à 1830, il préside le conseil d'administration de la Société de bienfaisance de Varsovie, fondée par Sophie Zamoyska, une fille d'Adam Kazimierz Czartoryski ; en 1826, il prend la succession de Stanislas Staszic à la tête de la Société des Amis des sciences de Varsovie.
Il participe à l'insurrection de 1830-1831, et, après le triomphe de l'armée russe en septembre 1831, se réfugie en France, comme des milliers de ses compatriotes, notamment Adam Jerzy Czartoryski, fils de son ancien protecteur. Installé à Paris, il participe à l'activité politique et intellectuelle des réfugiés polonais de haut rang.
Comme son compatriote le général Karol Kniaziewicz (1762-1842), mort quelques mois après lui, il aurait dû être enterré dans la collégiale Saint-Martin de Montmorency, qui accueillait de nombreux réfugiés polonais, mais les pouvoirs publics s'y étant opposés, les tombeaux et gisants de ces deux combattants sont de simples cénotaphes.

## Œuvres
On lui doit diverses œuvres dont : 
- les Chants patriotiques,
- des drames historiques,
- un opéra,
- des romans,
- des poésies,
- une Histoire de Sigismond II.

Charles Forster (1800-1879), lui aussi réfugié en France, a publié sous le titre La Vieille Pologne un recueil de chants et légendes de Niemcewicz, traduits en vers par plusieurs poètes français (1835).

## Sources
Marie-Nicolas Bouillet  et Alexis Chassang (dir.), « Julien Ursin Niemcewicz » dans Dictionnaire universel d’histoire et de géographie, 1878 (lire sur Wikisource)